# Sedigheh Vasmaghi
Sedigheh Vasmaghi ou Sadīqah Vasmaqī (en persan : صدیقه وسمقی) est une poétesse, théologienne et universitaire iranienne. 

## Carrière et engagement
Titulaire d'un doctorat dans le domaine de la jurisprudence et des fondements de l'islam, elle enseigne le fiqh (le droit musulman, tiré des sources que sont principalement le Coran et les traditions prophétiques) à l'université de Téhéran. Après la victoire du président réformiste  Mohammad Khatami en 1999, elle est élue au conseil municipal de la capitale,. À la suite de la répression contre le « mouvement vert », elle quitte l'Iran en 2011. Elle enseigne alors les études islamiques à l'université de Göttingen en Allemagne puis à Uppsala en Suède. Elle retourne en Iran en 2017. Dès son retour, elle est condamnée pour « propagande contre l'État islamique » et pour s'être opposée à la lapidation des femmes. Elle est libérée quelques jours plus tard. Elle est plusieurs fois inquiétée par la justice. En 2019, elle a de nouveau affaire aux tribunaux pour avoir signé une pétition contre la répressions des manifestations de 2019.
Elle a publié plusieurs recueils de poèmes, dont Praying for Rain, le premier, en 1989. Elle est aussi l'auteur de traductions de poésie arabe en persan. Elle a collaboré au magazine Soroush.
Elle est l'une des représentantes, aux côtés d'Abdolkarim Soroush et Mohsen Kadivar, des « nouveaux penseurs de l'islam » en Iran qu'on désigne aussi sous le terme de courant post-islamiste.

## Contribution à la pensée réformiste

### La codification du Coran
L'une de ses contributions au mouvement réformiste est son étude de l'histoire de l'établissement du texte du Coran. En effet, les autres penseurs réformistes, comme Soroush, ont mis l'accent sur le rôle du Prophète dans la Révélation, mais ont peu examiné l'histoire de la codification du Coran.
Les versets révélés sont d'abord mémorisés et récités par les Compagnons de Mahomet. Il est peu probable, note-t-elle, que les premiers fidèles aient pu les consigner par écrit et emporter avec eux ce texte lors de leur fuite à Médine. Elle compare le processus de codification à celui qui serait réalisé par des élèves qui voudraient mettre en commun leurs notes de cours. Entre ceux qui ont manqué des séances, ceux qui n'ont pas été attentifs, la difficulté de tout noter, il serait impossible de garantir que le résultat est absolument fidèle au contenu initial. Par conséquent, le fait que la Révélation ait pu être altérée, parce qu'elle a été orale avant d'être écrite, est probable. Mais elle n'en conclut pas que le Coran n'est pas authentique : elle insiste plutôt sur la nécessité de tenir compte du contexte, d'autant plus déterminant dans une communication orale.

### Interprétation du Coran
Elle préconise une approche contextualiste du Coran. À l'instar de Soroush et Kadivar, elle pense que l'interprétation du Coran doit tenir compte du contexte de la Révélation. L'originalité du point de vue de Vasmaghi est de lier cette nécessité à la nature orale du Coran. La connaissance du contexte est décisive dans une communication orale, où le locuteur s'adresse à son auditoire en s'appuyant sur des allusions à des événements ou des éléments culturels qu'ils partagent, et qui peuvent échapper au lecteur contemporain. Le Coran multiplie les allusions à des personnages et des coutumes avec lesquels les auditeurs du Prophète étaient familiers. S'il avait été révélé ailleurs et à une autre époque, il n'aurait sans doute pas été identique. La signification de certains versets est étroitement dépendante de leur contexte. Il est donc primordial de distinguer les versets dont la valeur est indépendante du contexte historique, par exemple ceux qui définissent le culte, ou ceux qui ont une dimension éthique, des versets liés à un contexte socio-historique, par exemple ceux à valeur juridique, dont l'application ne devrait pas être étendue à d'autres contextes.
Chaque lecteur a une interprétation différente, parce qu'il n'aborde pas le Coran avec un esprit vierge : chacun a ses pré-conceptions et sa culture, qui affectent la lecture qu'il a du texte. Par conséquent, aucune interprétation ne devrait être tenue pour définitive. Aucune législation ne devrait être fondée sur une interprétation du Coran, puisque toute interprétation est relative.

### Les hadiths
Comme d'autres penseurs réformistes, par exemple Fazlur Rahman, Sedigheh Vasmaghi met en question l'authenticité des paroles attribuées par la tradition à Mahomet (hadiths). La culture arabe à l'époque du prophète de l'islam était principalement orale, et ce n'est que tardivement que ces traditions ont été enregistrées par écrit. La faiblesse de tout témoignage humain jette le doute sur la fiabilité de ces traditions. Il suffit de faire l'expérience pour s'en assurer, dit-elle : un même discours tenu devant une foule sera reproduit de façons différentes, et plus encore s'il est transmis à travers les générations.
Pour elle, le Coran est la source première. Il faut donc évaluer les hadiths à l'aune du Coran. C'est le Coran le critère. Or, elle constate des divergences, notamment en matière juridique et sociale. Par exemple, le Coran ne définit pas de sanction en cas de consommation d'alcool, tandis qu'un récit traditionnel prévoit 80 coups de fouet. Le Coran ne prévoit pas de sanction en cas d'apostasie, tandis qu'un hadith suggère la peine de mort. Encore, la lapidation n'est jamais prescrite dans le Coran ; mais une tradition en fait la sanction de l'adultère. En raison de ces contradictions, conclut-elle, les hadiths ne devraient jamais servir de fondement pour dire le droit.

### Lesayat al-ahkam
Les ayat al-ahkam sont les versets du Coran à valeur prescriptive : ils commandent ou interdisent, et ils servent de sources pour établir le droit islamique. Sedigheh Vasmaghi souligne que nombre de ces versets ont une valeur relative à leur époque et ne peuvent être généralisés à n'importe quel contexte. En effet, le Coran est un message oral. Or, quand un auditeur donne un ordre, il s'adresse seulement à ceux qui sont présents. Seuls ces derniers sont liés par l'obligation. En outre, Mahomet est selon elle davantage un réformiste qu'un législateur : il ne bouleverse pas les lois existantes, mais laisse la plupart intactes. Il accepte et maintient un grand nombre de lois établies antérieurement à l'islam. Considérer ces lois comme modèles parce qu'elles ont été maintenues par le prophète de l'islam revient à intégrer dans la sunna des règles qui n'ont rien d'islamique. Elle pense donc que la définition habituelle de la sunna est beaucoup trop générique.  
Une contribution originale de Sedigheh Vasmaghi consiste à mettre en question le caractère contraignant de certains versets en insistant sur le fait qu'ils constituent davantage des conseils ou des recommandations que des commandements. Elle en donne pour exemple les versets relatifs au hijab, où le Prophète répond à une demande des femmes de Médine, sur le ton du conseil, destiné à les aider, bien plus que sur le ton autoritaire du commandement.  

### Publications
Elle a écrit, en persan :
- Bezāʿt-e Fiqh va Gostareh Nofūz-e Fuqahā (« La valeur de la jurisprudence et la sphère d'influence des juristes ») (2009)
- Bāzkhānī-e Sharīʿat (« Réinterprétation de la Chari'a ») (2017)
- Zan, Fiqh, Islām, traduit en anglais en 2014 sous le titre Women, jurisprudence, Islam.

## Women, jurisprudence, Islam
En 2007, elle publie en persan Zan, Fiqh, Islām, qui est traduit en anglais en 2014 sous le titre Women, jurisprudence, Islam. Elle y discute les opinions des juristes musulmans : elle met en question le hijab obligatoire, l'inégalité en matière d'héritage et la lapidation. Elle rapporte que c'est lorsqu'elle a dû justifier ces règles traditionnelles devant des étudiants qu'elle s'est rendu compte que les fondements du fiqh devaient être repensés. Certaines de ces dispositions étaient des traditions pré-islamiques que le prophète Mahomet n'a pas contestées ; cela ne signifie pas qu'il les a approuvées ni qu'elles doivent valoir pour toute société et à toute époque. Elles reposent sur des traditions prophétiques (hadiths) dont l'authenticité est parfois contestable et qui sont malgré tout parfois préférés comme source du droit au Coran lui-même. C'est le cas de la lapidation, qui n'est pas prescrite par le Coran. Le Coran ne justifie pas non plus l'obligation pour les femmes de se couvrir la tête. Après la mort de Mahomet, ses successeurs n'obligeaient pas non plus les femmes des pays conquis à porter un vêtement spécial. « À mon avis, le monde islamique a besoin d'une réforme de la charia, ce qui signifie redéfinir la charia et en réduire la portée. » Le bilan de la République islamique n'est pas bon, et beaucoup, en particulier parmi la jeune génération, sont déçus. L'opinion qui grandit selon elle, c'est que « l'islam est une religion individuelle et morale et qu'il devrait être séparé du pouvoir ».

## Prises de position
En 2016, avec un groupe d'intellectuels, elle dénonce la condamnation d'Ahmad Montazeri. Celui-ci écope de vingt-et-un ans de prison pour ses révélations sur la vague d'exécutions dans les prisons iraniennes en 1988. Les signataires font valoir le droit du peuple iranien à connaître la vérité sur cet épisode des plus sombres de l'histoire de la République islamique.
En avril 2023, elle écrit une lettre ouverte au Guide suprême Ali Khamenei pour contester sa politique relative à l'obligation de porter le hijab. Au début du mois, le leader avait déclaré, faisant référence au mouvement Mahsa, que le rejet du voile est haram (« interdit »). Celle qui fut professeur de fiqh à l'université de Téhéran réplique que rien, dans le Coran, ne mentionne une telle obligation, et que rien ne prouve non plus qu'une femme ait été punie, du vivant du prophète Mahomet, pour ne pas avoir porté le voile. En l'absence de preuves que le hijab ait été prescrit à l'époque de Mahomet, le rendre obligatoire relève de l'opinion personnelle. Elle observe que seuls l'Iran et l'Afghanistan imposent le port du voile aux femmes. Elle souligne le coût social et économique d'une loi qui n'est plus acceptée et doit être imposée par la force. Alors qu'elle-même apparaissait auparavant en public coiffée d'un voile noir, elle prend désormais des libertés avec le hijab qu'elle porte de façon moins stricte.
En juillet 2023, avec 14 autres penseurs réformistes de l'islam, dont Abdolkarim Soroush et Hashem Aghajari, elle signe une déclaration de soutien à Abdulhamid Ismaeelzahi, le leader de la communauté sunnite en Iran, qui s'oppose chaque vendredi, dans ses sermons, depuis le « vendredi sanglant » de Zahedan le 30 septembre 2022, à la politique du régime. Les signataires demandent la séparation de la politique et de la religion. Ils partagent l'idée que la religion doit être une affaire personnelle, et non la source des lois.

## Liens
- Notices d'autorité :   - VIAF
  - ISNI
  - BnF (données)
  - IdRef
  - LCCN
  - GND
  - Pays-Bas
  - Israël
  - NUKAT
  - Norvège
  - WorldCat